# Disa aristata
Disa aristata är en orkidéart som beskrevs av Hans Peter Linder. Disa aristata ingår i släktet Disa och familjen orkidéer. Inga underarter finns listade i Catalogue of Life.